# УЕФА квалификације за Светско првенство у фудбалу за жене 2023 — група Е
Група Е, квалификационог такмичења УЕФА за Светско првенство у фудбалу за жене 2023. се састојала од шест репрезентација: Данска, Русија, БиХ, Азербејџан, Малта и Црна Гора. Састав девет група у квалификационој групној фази одређен је жребом одржаним 30. априла 2021. са тимовима који су били носиоци према рангу коефицијената.
Група се играла у кругу, као домаћин и у гостима, између 17. септембра 2021. и 6. септембра 2022. са паузом за Европско првенство за жене 2022. у јулу. Победнице група су се квалификовале на завршни турнир, док су другопласиране прочле у плеј-оф другог кола ако су биле једна од три најбоља другопласираних у свих девет група (рачунајући резултате против петопласиране екипе).
Русија је 28. фебруара 2022. суспендована из такмичења. УЕФА је 2. маја 2022. године, званично објавила да Русији више није дозвољено да учествује у такмичењу и да се резултати свих њених одиграних утакмица поништавају а наредне утакмице се отказују..

## Табела
| Pos | Тим                 | О | П | Н | И | ГД | ГП | ГР  | Бод. | Qualification                             |
| --- | ------------------- | - | - | - | - | -- | -- | --- | ---- | ----------------------------------------- |
| 1   | Данска              | 8 | 8 | 0 | 0 | 40 | 2  | +38 | 24   | Светско првенство у фудбалу за жене 2023. |
| 2   | Босна и Херцеговина | 8 | 3 | 2 | 3 | 9  | 17 | −8  | 11   | Плеј-оф                                   |
| 3   | Црна Гора           | 8 | 3 | 0 | 5 | 9  | 17 | −8  | 9    |                                           |
| 4   | Азербејџан          | 8 | 2 | 1 | 5 | 5  | 16 | −11 | 7    |                                           |
| 5   | Малта               | 8 | 2 | 1 | 5 | 6  | 17 | −11 | 7    |                                           |

1. 1 2  Изједначени у међусобном односу (3). Међусобна гол-разлика: Азербејџан +1, Малта −1.

 Русија је дисквалификована, њени резултати поништени а са тиме није ни рангирана у табели.

## Утакмице
Сва времена су CET/CEST, како наводи УЕФА (локална времена, ако се разликују, она су у загради).
| Данска                                                                            | 7 : 0                           | Малта |
| --------------------------------------------------------------------------------- | ------------------------------- | ----- |
| Тролсгард 14’ · Брун 23’, 48’ · Ларсен 26’ · Хардер 47’ · Севецке 78’ · Триге 89’ | Извештај (ФИФА) Извештај (УЕФА) |       |

| Босна и Херцеговина            | 2 : 3                           | Црна Гора                         |
| ------------------------------ | ------------------------------- | --------------------------------- |
| Хасанбеговић 12’ · Николић 19’ | Извештај (ФИФА) Извештај (УЕФА) | Куч 5’, 9’ · Булатовић 60’ (пен.) |

| Русија                       | поништено (2 : 0)               | Азербејџан |
| ---------------------------- | ------------------------------- | ---------- |
| Федорова 42’ · Коровкина 75’ | Извештај (ФИФА) Извештај (УЕФА) |            |

| Русија                                                  | поништено (5 : 0)               | Црна Гора |
| ------------------------------------------------------- | ------------------------------- | --------- |
| Коровкина 10’ · Смирнова 54’, 59’, 88’ · Беломицева 90’ | Извештај (ФИФА) Извештај (УЕФА) |           |

| Азербејџан | 0 : 8                           | Данска                                                                               |
| ---------- | ------------------------------- | ------------------------------------------------------------------------------------ |
|            | Извештај (ФИФА) Извештај (УЕФА) | Брун 3’, 62’ · С. Ларсен 11’, 26’, 60’ · Молајева 43’ (а.г.) · Гејл 75’ · Снерле 76’ |

| Малта                               | 2 : 2                           | Босна и Херцеговина     |
| ----------------------------------- | ------------------------------- | ----------------------- |
| М. Фаругија 81’ · С. Фаругија 90+5’ | Извештај (ФИФА) Извештај (УЕФА) | Николић 6’ · Јелчић 33’ |

| Црна Гора                   | 2 : 0                           | Азербејџан |
| --------------------------- | ------------------------------- | ---------- |
| Булатовић 5’ · Тошковић 83’ | Извештај (ФИФА) Извештај (УЕФА) |            |

| Русија                                       | поништено (3 : 0)               | Малта |
| -------------------------------------------- | ------------------------------- | ----- |
| Коровкина 45’ · Машкова 47’ · Беломицева 88’ | Извештај (ФИФА) Извештај (УЕФА) |       |

| Данска                                                          | 8 : 0                           | Босна и Херцеговина |
| --------------------------------------------------------------- | ------------------------------- | ------------------- |
| Брун 7’, 27’, 35’, 39’, 58’ · Гејл 65’ · Хардер 80’ · триге 90’ | Извештај (ФИФА) Извештај (УЕФА) |                     |

| Босна и Херцеговина | поништено (0 : 4)               | Русија                                              |
| ------------------- | ------------------------------- | --------------------------------------------------- |
|                     | Извештај (ФИФА) Извештај (УЕФА) | Коровкина 36’ · Козникова 45+2’, 85’ · Абдулина 72’ |

| Азербејџан       | 1 : 2                           | Малта                          |
| ---------------- | ------------------------------- | ------------------------------ |
| Сејфатдинова 90’ | Извештај (ФИФА) Извештај (УЕФА) | Теума 57’ (пен.) · Ксуереб 86’ |

| Црна Гора | 1 : 5                           | Данска                                                     |
| --------- | ------------------------------- | ---------------------------------------------------------- |
| Куч 53’   | Извештај (ФИФА) Извештај (УЕФА) | С. Ларсен 17’, 72’ · Брун 27’ · Свава 40’ · Троелсгард 54’ |

| Босна и Херцеговина | 0 : 3                           | Данска                         |
| ------------------- | ------------------------------- | ------------------------------ |
|                     | Извештај (ФИФА) Извештај (УЕФА) | Кил 1’ · Брун 14’ · Снерле 81’ |

| Азербејџан | поништено (0 : 4)               | Русија                                                           |
| ---------- | ------------------------------- | ---------------------------------------------------------------- |
|            | Извештај (ФИФА) Извештај (УЕФА) | Федорова 16’ · Абдулина 28’ · Андрејева 43’ · Черномирдина 90+5’ |

| Малта | 0 : 2                           | Црна Гора           |
| ----- | ------------------------------- | ------------------- |
|       | Извештај (ФИФА) Извештај (УЕФА) | Куч 30’ · Божић 82’ |

| Босна и Херцеговина | 1 : 0                           | Малта |
| ------------------- | ------------------------------- | ----- |
| Јелчић 36’          | Извештај (ФИФА) Извештај (УЕФА) |       |

| Азербејџан   | 1 : 0                           | Црна Гора |
| ------------ | ------------------------------- | --------- |
| Ахмадова 24’ | Извештај (ФИФА) Извештај (УЕФА) |           |

| Данска                                     | поништено (3 : 1)               | Русија        |
| ------------------------------------------ | ------------------------------- | ------------- |
| Брун 65’ · Троелгард 76’ (пен.) · Гејл 84’ | Извештај (ФИФА) Извештај (ОЕФА) | Коровкина 89’ |

| Црна Гора | отказано                        | Русија |
| --------- | ------------------------------- | ------ |
|           | Извештај (ФИФА) Извештај (УЕФА) |        |

| Босна и Херцеговина | 1 : 0                           | Азербејџан |
| ------------------- | ------------------------------- | ---------- |
| Николић 90+4’       | Извештај (ФИФА) Извештај (УЕФА) |            |

| Малта | 0 : 2                           | Данска               |
| ----- | ------------------------------- | -------------------- |
|       | Извештај (ФИФА) Извештај (УЕФА) | Томсен 5’ · Холдт 7’ |

| Црна Гора | 0 : 2                           | Босна и Херцеговина           |
| --------- | ------------------------------- | ----------------------------- |
|           | Извештај (ФИФА) Извештај (УЕФА) | Крајшумовић 21’ · Николић 81’ |

| Данска                         | 2 : 0                           | Азербејџан |
| ------------------------------ | ------------------------------- | ---------- |
| С. Ларсен 2’ · К. Холмгард 76’ | Извештај (ФИФА) Извештај (УЕФА) |            |

| Малта | отказано                        | Русија |
| ----- | ------------------------------- | ------ |
|       | Извештај (ФИФА) Извештај (УЕФА) |        |

| Данска                                                                | 5 : 1                           | Црна Гора       |
| --------------------------------------------------------------------- | ------------------------------- | --------------- |
| Холмгард 3’ · Хардер 25’ (пен.) · Педерсен 46’ · Брун 50’ · Хасбо 82’ | Извештај (ФИФА) Извештај (УЕФА) | Вујадиновић 22’ |

| Малта | 0 : 2                           | Азербејџан                       |
| ----- | ------------------------------- | -------------------------------- |
|       | Извештај (ФИФА) Извештај (УЕФА) | Бакарандзе 10’ · Д, Мамадова 60’ |

| Русија | отказано                        | Босна и Херцеговина |
| ------ | ------------------------------- | ------------------- |
|        | Извештај (ФИФА) Извештај (УЕФА) |                     |

| Русија | отказано                         | Данска |
| ------ | -------------------------------- | ------ |
|        | Извештај (ФИФА) Извештај (УЕФА)) |        |

| Азербејџан | 1 : 1                           | Босна и Херцеговина |
| ---------- | ------------------------------- | ------------------- |
| Парлак 67’ | Извештај (ФИФА) Извештај (УЕФА) | Гачаница 64’        |

| Црна Гора | 0 : 2                           | Малта                     |
| --------- | ------------------------------- | ------------------------- |
|           | Извештај (ФИФА) Извештај (УЕФА) | Фаругија 28’ · Липман 45’ |

## Голгетерке
Укупно је постигнуто  91 голова у 26 утакмица, с просеком од 3.5 гола по утакмици.
13 голова
- Сигне брун

7 голова
- Стине Ларсен

5 голова
- Нели Коровкина

4 гола
- Милена Николић
- Армиса Куч

1 аутогол
- Мале Малајева (против Данске)

## Белешке
1. ↑  CEST (УТЦ+2) за датуме између 28. марта и 31. октобра 2021. и између 27. марта и 30. октобра 2022., и CET (УТЦ+1) за све остале датуме.